# Letana
Letana is een geslacht van rechtvleugeligen uit de familie sabelsprinkhanen (Tettigoniidae). De wetenschappelijke naam van dit geslacht is voor het eerst geldig gepubliceerd in 1869 door Walker.

## Soorten
Het geslacht Letana omvat de volgende soorten:
- Letana atomifera Brunner von Wattenwyl, 1878
- Letana bilobata Ingrisch, 1990
- Letana brachyptera Ingrisch, 1987
- Letana brevicaudata Brunner von Wattenwyl, 1893
- Letana bulbosa Ingrisch, 1990
- Letana despecta Brunner von Wattenwyl, 1878
- Letana digitata Ingrisch, 1990
- Letana emanueli Ingrisch, 1990
- Letana ganesha Ingrisch & Garai, 2001
- Letana gracilis Ingrisch, 1990
- Letana grandis Liu & Xia, 1992
- Letana inflata Brunner von Wattenwyl, 1878
- Letana infurcata Ingrisch, 1990
- Letana intermedia Ingrisch, 1990
- Letana linearis Walker, 1869
- Letana magna Ingrisch, 1990
- Letana megastridula Ingrisch, 1990
- Letana mursinga Ingrisch & Shishodia, 2000
- Letana navasi Bolívar, 1914
- Letana nigropoda Ingrisch, 1987
- Letana nigrosparsa Walker, 1871
- Letana pyrifera Bey-Bienko, 1956
- Letana recticercis Chopard & Dreux, 1966
- Letana rubescens Stål, 1861
- Letana rufonotata Serville, 1838
- Letana serricauda Ingrisch, 1990
- Letana sinumarginis Liu & Xia, 1992